# Lyngen (fiord)
Lyngen, także Lyngenfjorden (płnlap. Ivgovuotna) – norweski fiord w okręgu Troms.
Lyngen rozciąga się z północy od miejscowości Sørklubben (na wyspie Arnøya) na południe. Razem ze swym południowym przedłużeniem zwanym Storfjorden osiąga do Melen koło Storfjord 121 km. Fiord ograniczają w północnej części od zachodu półwysep Lyngen, a od wschodu skaliste wyspy Arnøya, Vorterøya i Uløya. Od Lyngseidet na zachodzie, względnie od Spåkenes na wschodzie fiord ogranicza ląd stały. Szerokość maleje od kilkunastu kilometrów w rejonie ujścia do ok. 11 km na wysokości wioski Nordmannvik i do ok. 4 km w południowym odcinku na wysokości wioski Storeng.
Na wysokości wioski Gohppi na zachodnim brzegu (nieco na południe od Nordmannvik na wschodnim brzegu) na fiordzie znajduje się stosunkowo płaska (maks. wysokość 95 m) niezamieszkana wyspa Årøya (długość ok. 2 km), której od południa towarzyszy jeszcze mniejsza. Głębokość fiordu wynosi średnio ok. 150 m, ale na niemałych obszarach przekracza 250 m, a w niektórych przekracza 300 m. W przybliżeniu w połowie długości po wschodniej stronie od głównego fiordu odchodzi odnoga Kåfjord. Około 25 km dalej na południe w miejscu, gdzie dochodzi dolina Skibotndalen fiord poszerza się nieco. Na tym odcinku na zachodnim brzegu znajdują się dwa półwyspy. Na położonym bardziej na północ leży wioska Karnes, na południowym, pod względem powierzchni dużo większym wioska Sandvika. Dalsze przedłużenie spod Skibotn na południe jest wyraźnie węższe i zwykle nazywane jest Storfjorden.
Fiord jest otoczony wysokimi (najniższe przekraczają 1200 m), stromymi górami, od zachodu zamykają go Alpy Lyngeńskie, które w swej południowej części przekraczają 1800 m.
Administracyjnie fiord podzielony jest na następujące gminy: Lyngen (część zachodnia), Skjervøy (część północna), Nordreisa (część północnowschodnia), Kåfjord (część wschodnia) i Storfjord (część południowa).
Największe miejscowości położone nad Lyngen to Lyngseidet, Olderdalen, Storfjord i Skibotn. Między Lyngseidet a Olderdalen istnieje regularne połączenie promowe.
Wody Lyngen obfitują w ryby, z czego najczęstsze są dorsze. Żyją tam też halibuty, karmazyny, czarniaki, molwy, rdzawce, brosmy, plamiaki i in. Nie brakuje tam też dużych zwierząt morskich jak różnego rodzaju delfiny i małe walenie, w szczególności płetwal karłowaty.